# Mirel Josa
Mirel Josa (ur. 1 czerwca 1963 w Tiranie) – albański piłkarz grający na pozycji pomocnika i trener piłkarski.

## Kariera klubowa
Karierę rozpoczął w KF Tirana. Grał tam w latach 1981–1991. Razem z klubem zdobył 3 mistrzostwa kraju: w sezonie 1984/1985, 1987/1988 i 1988/1989. W sezonie 1991/1992 był zawodnikiem Arisu Saloniki, dla którego rozegrał 22 mecze, a w latach 1992–1995 reprezentował AO Kawala.

## Kariera reprezentacyjna
Josa zagrał w latach 1984–1992 27 spotkań w reprezentacji Albanii i strzelił 1 gola.

## Kariera trenerska
W 2003 został trenerem KF Tirana. W sezonie 2003/2004 wywalczył z nim mistrzostwo Albanii. Prowadził ten klub do 2007 roku. W latach 2007–2008 prowadził Vllaznię Szkodra. W czerwcu 2008 został szkoleniowcem KS Elbasani. W lutym 2009 utracił stanowisko na rzecz Faruka Sejdiniego. Po zwolnieniu z Elbasani objął posadę trenera Teuty Durrës, którą utracił na początku 2010. Z Teuty trafił do Skënderbeu Korcza w lutym 2010. W czerwcu 2010 podpisał dwuletni kontrakt z KS Shkumbini, ale we wrześniu 2010 został zastąpiony przez Agima Canaja. W październiku 2010 wrócił do Vllazni. W 2012 ponownie przejął Skënderbeu.

## Życie osobiste
Jest zięciem piłkarza i trenera piłkarskiego Shyqyriego Rreliego.